# Mesterlære
Mesterlære betegner det, at et menneske "står i lære" på et værksted for at uddanne sig i et fag. Det kan være som bogtrykker, snedker, mekaniker eller andet. Der er således lagt vægt på den praktiske uddannelse, der suppleres med teori på teknisk skole.
Mesterlære var frem til 1970'erne den almindeligste uddannelsesform især indenfor håndværksfag. Siden da har udgangspunktet været en fagskole, hvis teoretiske og praktiske uddannelse er blevet suppleret med praktikophold hos håndværksmestre.
Fra omkring år 2000 har der fra forskellige sider været fremsat idéer om at genoplive mesterlæren for lærlinge, hvis faglige talenter hæmmes af en overvægt af teori og skoleophold.